# مايكل غرافيس

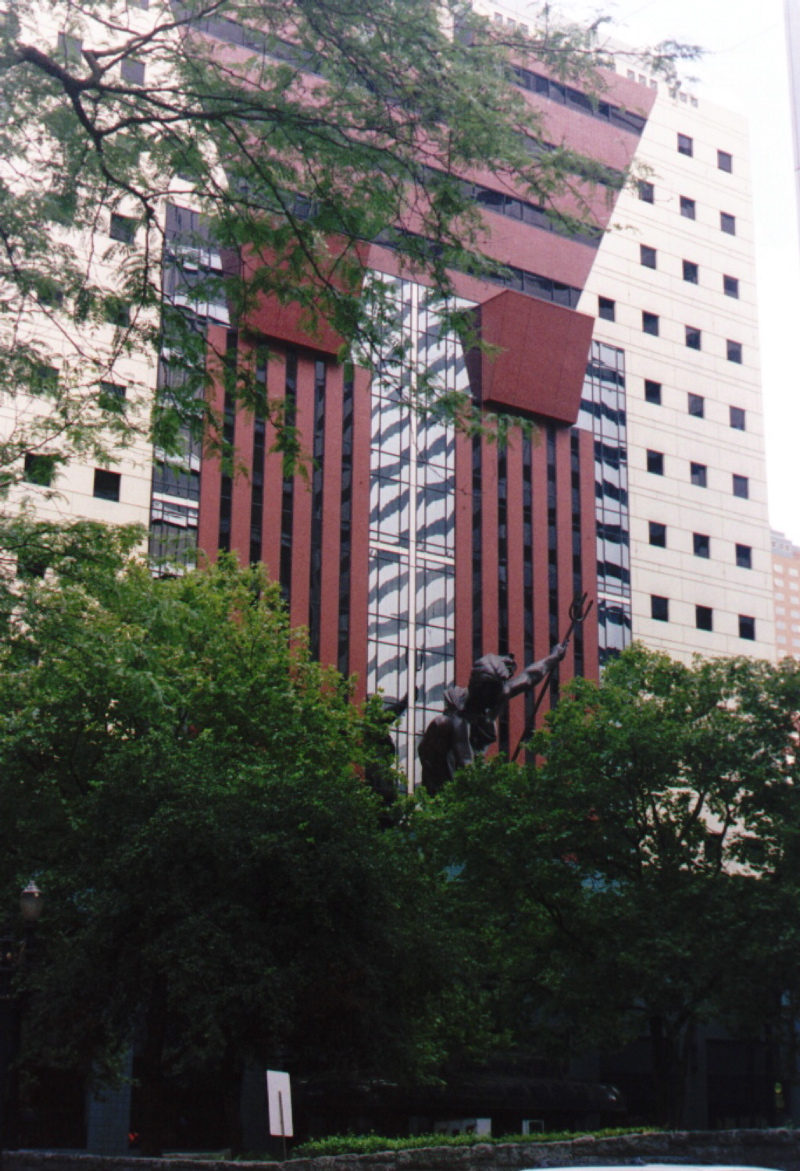
إحدى أعمال ميشايل غرافيس.

مايكل غرافيس (بالإنجليزية: Michael Graves)؛ (9 يوليو 1934 - 12 مارس 2015)، معماري أمريكي.

## روابط خارجية
- مايكل غرافيس على موقع IMDb (الإنجليزية)
- مايكل غرافيس على موقع الموسوعة البريطانية (الإنجليزية)
- مايكل غرافيس على موقع مونزينجر (الألمانية)